# Esteban de Rueda (escultor)
Esteban de Rueda (n. Toro, 1585-Ibídem, 1626) fue un escultor barroco español, discípulo y compañero de Sebastián Ducete con quien forma la que se ha llamado escuela o taller de Toro.

## Biografía y obra
A Esteban de Rueda se le documenta en 1602, cuando firmó como testigo en el contrato para el retablo de la iglesia de San Andrés del Santo Sepulcro de Toro, concertado por Sebastián Ducete o de Ucete. Asociado con Ducete contrató en 1609 el retablo de Nuestra Señora del Carmen de Toro, En 1618 contrató junto con Sebastián Ducete la parte escultórica del retablo mayor de la parroquia de San Miguel en Peñaranda de Bracamonte (Salamanca). Sin embargo, un año después, sin haber dado comienzo a la obra, falleció Ducete nombrando en su testamento a Rueda como testimonio de las buenas relaciones entre los maestros y finalmente del retablo se encargó en solitario Rueda, que trabajó en él a partir de 1622. Destruido por un incendio en 1971, el retablo constaba de una monumental escultura de San Miguel alanceando al demonio en la calle central, el Calvario en el ático, estatuas de los apóstoles en bulto redondo en hornacinas y relieves de la infancia de Cristo. En su talla se advierten tanto las influencias manieristas de Ducete y, a su través, de Juan de Juni, como el conocimiento de la obra de Gregorio Fernández en el plegado de los amplios ropajes y un muy personal tratamiento de los cabellos y barbas rizados.
En 1620 concertó una talla del Niño Jesús para Benafarces, firmando el contrato «Estevan de Rueda y Uçete», posiblemente tratando de asociar su nombre al de su recién fallecido maestro, más conocido por la clientela. A su nombre se documenta en 1623 el retablo mayor de la parroquial de Tagarabuena (Zamora), obra de calidad inferior, en la que debieron participar diversas manos. Más avanzada es la Asunción del retablo mayor de la catedral Nueva de Salamanca que se sabe tenía acabada en 1626, cuando se dice vecino de Toro. El mismo año se fecha la Virgen del Carmen de las Carmelitas Descalzas de Salamanca.
Se desconoce la fecha de su muerte, pero ya en enero de 1627 su esposa, Inés del Moral, se decía su viuda. El matrimonio había tenido cinco hijos, todos ellos menores de edad cuando firmó su testamento, 31 de octubre de 1626, en el que pedía ser enterrado en la iglesia parroquial de Santa María de Toro, en la sepultura de Sebastián Ducete. Por el testamento se conocen también algunas otras obras relacionadas con Rueda y, entre ellas, una más cercana a la arquitectura que a la escultura, pues se dice autor de la trazas y obra de reconstrucción del convento de la Concepción Francisca de Toro.

## Obras atribuidas
- Virgen de Belén (1613-1615). Museo Catedralicio de Zamora.
- Retablo de Santa Eulalia de Villardondiego, contratado en 1615 conjuntamente por Sebastián Ducete y Rueda. A la muerte de Ducete su viuda traspasó a Rueda lo que su esposo llevaba hecho de él. Sobre el plan inicial se hicieron algunas rectificaciones y se añadieron las figuras de San Miguel y del Ángel Custodio, atribuibles a Rueda.[9]
- Ángel de la Guarda de la iglesia de la Santísima Trinidad de Toro, más avanzado que el de la Iglesia de Santo Tomás Cantuariense de la misma localidad, que podría ser obra hecha en colaboración con Ducete.[10]
- Alto relieve de Santa Ana, la Virgen y el Niño basílica de la Gran Promesa (Valladolid), posiblemente procedente del monasterio del Carmen Calzado de Medina del Campo, para el que Ducete y Rueda contrataron en 1619 con el ensamblador Francisco Palenzuela la ejecución de la obra de escultura de un retablo que este último se había obligado a ensamblar.[11] De este primitivo retablo se conserva también un bulto de San Pablo en el Museo de Bellas Artes de Bilbao. Martín González atribuye a Rueda el San Pablo en tanto el alto relieve se atribuye a Ducete.
- Grupo de Santa Ana, la Virgen y el Niño conservado en la iglesia de Santa María de Villavellid, y similar en composición al alto relieve de Valladolid. La obra puede ser conjunta de Ducete y Rueda, o iniciada por el primero y concluida por el segundo.
- Cristo de la Luz, crucificado fechado en torno a 1620, se conserva en la iglesia de la Clerecía de Salamanca, titular de la Hermandad Universitaria.
- Retablos del Bautismo de Cristo y del Martirio de San Juan Bautista, relieves conservados en el Museo Nacional de Escultura de Valladolid procedentes del convento de monjas de la Orden de San Juan de Malta en Tordesillas.
- San Juan el Bautista actualmente en el LACMA